# Редвуд-Сіті
Редвуд-Сіті (англ. Redwood City) — місто (англ. city) в США, в окрузі Сан-Матео штату Каліфорнія. Населення — 84 292 особи (2020). Завдяки своєму розташуванню місто входить до Кремнієвої долини.

## Географія
Редвуд-Сіті розташований за координатами 37°30′55″ пн. ш. 122°12′49″ зх. д. / 37.51528° пн. ш. 122.21361° зх. д. (37.515274, -122.213672).  За даними Бюро перепису населення США в 2010 році місто мало площу 89,68 км², з яких 50,30 км² — суходіл та 39,38 км² — водойми.

### Клімат
| Клімат : Редвуд-Сіті          | Клімат : Редвуд-Сіті | Клімат : Редвуд-Сіті | Клімат : Редвуд-Сіті | Клімат : Редвуд-Сіті | Клімат : Редвуд-Сіті | Клімат : Редвуд-Сіті | Клімат : Редвуд-Сіті | Клімат : Редвуд-Сіті | Клімат : Редвуд-Сіті | Клімат : Редвуд-Сіті | Клімат : Редвуд-Сіті | Клімат : Редвуд-Сіті | Клімат : Редвуд-Сіті |
| Показник                      | Січ.                 | Лют.                 | Бер.                 | Квіт.                | Трав.                | Черв.                | Лип.                 | Серп.                | Вер.                 | Жовт.                | Лист.                | Груд.                | Рік                  |
| Абсолютний максимум, °C       | 25,6                 | 26,7                 | 31,7                 | 36,1                 | 38,9                 | 42,8                 | 43,3                 | 40,6                 | 42,2                 | 40,0                 | 30,6                 | 25,0                 | 43,3                 |
| Середній максимум, °C         | 15,8                 | 17,2                 | 19,0                 | 21,2                 | 23,6                 | 26,4                 | 28,4                 | 28,6                 | 26,9                 | 24,2                 | 18,5                 | 15,3                 | 22,1                 |
| Середній мінімум, °C          | 5,3                  | 7,0                  | 8,4                  | 9,2                  | 10,9                 | 13,2                 | 14,6                 | 14,8                 | 13,4                 | 11,9                 | 9,0                  | 4,9                  | 10,2                 |
| Абсолютний мінімум, °C        | −8,9                 | −3,9                 | −1,7                 | 0,6                  | 2,2                  | 3,9                  | 4,4                  | 6,1                  | 3,3                  | 0,6                  | −1,7                 | −7,2                 | −8,9                 |
| Норма опадів, мм              | 102                  | 101                  | 80                   | 29                   | 12                   | 3                    | 0                    | 1                    | 4                    | 27                   | 60                   | 98                   | 517                  |
| ----------------------------- | -------------------- | -------------------- | -------------------- | -------------------- | -------------------- | -------------------- | -------------------- | -------------------- | -------------------- | -------------------- | -------------------- | -------------------- | -------------------- |
| Джерело: "The Weather Channel |                      |                      |                      |                      |                      |                      |                      |                      |                      |                      |                      |                      |                      |

## Демографія
Згідно з переписом 2010 року, у місті мешкало 76 815 осіб у 27 957 домогосподарствах у складі 18 242 родин. Густота населення становила 857 осіб/км².  Було 29167 помешкань (325/км²).
Расовий склад населення:
| - 60,2 % — білих - 10,7 % — азіатів - 2,4 % — чорних або афроамериканців - 1,0 % — вихідців з тихоокеанських островів - 0,7 % — корінних американців - 19,5 % — осіб інших рас |

До двох чи більше рас належало 5,5 %. Частка іспаномовних становила 38,8 % від усіх жителів.
За віковим діапазоном населення розподілялося таким чином: 23,7 % — особи молодші 18 років, 65,7 % — особи у віці 18—64 років, 10,6 % — особи у віці 65 років та старші. Медіана віку мешканця становила 36,7 року. На 100 осіб жіночої статі у місті припадало 99,2 чоловіків;  на 100 жінок у віці від 18 років та старших — 98,1 чоловіків також старших 18 років.
Середній дохід на одне домашнє господарство  становив 120 687 доларів США (медіана — 84 934), а середній дохід на одну сім'ю — 139 851 долар (медіана — 103 608). Медіана доходів становила 67 836 доларів для чоловіків та 61 671 долар для жінок. За межею бідності перебувало 9,4 % осіб, у тому числі 13,9 % дітей у віці до 18 років та 7,1 % осіб у віці 65 років та старших.
Цивільне працевлаштоване населення становило 42 806 осіб. Основні галузі зайнятості: освіта, охорона здоров'я та соціальна допомога — 21,1 %, науковці, спеціалісти, менеджери — 18,8 %, роздрібна торгівля — 10,4 %, мистецтво, розваги та відпочинок — 10,4 %.

## Промисловість

### Найбільші роботодавці
Згідно щорічного звіту міста, станом на 30 червня 2013 року, найбільшими роботодавцями були:
| #  | Підприємство                     | Кількість робітників |
| -- | -------------------------------- | -------------------- |
| 1  | Oracle Corporation               | 6524                 |
| 2  | Electronic Arts                  | 1320                 |
| 3  | Kaiser Permanente                | 817                  |
| 4  | Silver Spring Networks           | 614                  |
| 5  | Stanford Hospital & Group        | 601                  |
| 6  | Pacific Data Images (Dreamworks) | 553                  |
| 7  | Geonomic Health                  | 447                  |
| 8  | Abbott Vascular                  | 327                  |
| 9  | Shutterfly.com, Inc              | 283                  |
| 10 | Western Athletics Club, LLC      | 239                  |

## Міста-побратими
- Коліма, Мексика
- Чжухай, Китайська Народна Республіка
- Аннаполіс, США
- Агілілья, Мексика